# ناحیه توبه تک سینگ
ناحیه توبه نک سینگ (به انگلیسی: توبه تک سینگ District) یکی از ناحیه‌های پاکستان در پاکستان است که در پنجاب واقع شده‌است. ناحیه توبه نک سینگ ۴٬۳۶۴ کیلومتر مربع مساحت و ۲٬۱۹۰٬۰۱۵ نفر جمعیت دارد.